# Средний Иульт
Средний Иульт — река на полуострове Камчатка в Мильковском районе России.
Длина реки — 11 км. Впадает в реку Щапина слева на расстоянии 121 км от устья.
Развит пеший туризм.
По данным государственного водного реестра России относится к Анадыро-Колымскому бассейновому округу. Код водного объекта — 19070000112120000014069.